# 会津レクリエーション公園
会津レクリエーション公園（あいづレクリエーションこうえん）は、福島県会津若松市湊町大字赤井字笹山原にある福島県立の公園である。

## 概要
福島県会津若松市の国道49号と福島県道376号湖南湊線の交差点付近に整備された都市公園（広域公園）である。1986年（昭和61年）から整備が始まり、2006年（平成18年）4月に全面開園した。園内には会津地方の自然を観察出来る自然観察園や3haの芝生広場、縄文期の遺跡、和風庭園などがある。
また、桜やパンジー、ネモフィラ、ミズバショウ、マリーゴールド、シバザクラ、ヒャクニチソウ、ブルーサルビア、ケイトウ、スイレンなど、数多くの花を見ることができる。

## 園内施設

### 地域文化とふれあいのゾーン
公園の北半分にあたり、会津地方の自然や歴史、文化を味わうことをテーマとしている。展望の丘からは、猪苗代湖が一望できる。
- 和風庭園
- インフォメーションエリア
- 花の広場
- 郷土の道
- 野鳥の森
- 湿性自然生態園
- 会津文学の道
- 遺跡の広場
- 展望の丘

### 汗と夢とのふれあいのゾーン
公園の南側半分にあたり、スポーツ用広場や子供の遊び場、散策路など活動的なレクリエーションを目的としている。各種スポーツなどに使用できる多目的スポーツイベント広場は、面積約3haの芝生。
- 多目的スポーツイベント広場
- 時計台
- 自然観察園
- 林地観察園
- 桜の園
- センタープロムナード
- 子供の広場
- 縄文の丘

## アクセス
- 磐越自動車道磐梯河東ICから車で約10分[5]
- JR猪苗代駅から磐梯東都バス会津レクリエーション公園行または金の橋行乗車で20分、会津レクリエーション公園下車[6]
- JR会津若松駅から会津バス高坂行乗車で30分、会津レクリエーション公園下車